# وستلند وست‌مینستر
وستلند وست‌مینستر (به انگلیسی: Westland Westminster) بالگرد بریتانیایی بود که در دهه ۱۹۵۰ توسط وستلند ایرکرفت طراحی شده بود. این بالگرد دارای فضایی بزرگ برای محموله‌ها بود و نیروی محرکه آن با دو موتور توربوشفت که یک ملخ پنج پره ای را به حرکت درمی‌آورد، تأمین می‌شد. بدنه هواپیما تمام فلزی بود که در ابتدا بدون پوشش بود، و بعداً در یک پوشش پارچه ای قرار گرفت. این پروژه که به‌عنوان یک سرمایه‌گذاری خصوصی بدون کمک دولت طراحی و ساخته شده بود، زمانی که وست‌لند تولیدکنندگان هلیکوپتر رقیب و پروژه‌های پیشرفته‌تر آنها را تصاحب کرد، لغو شد.

## مشخصات فنی
داده‌ها از Westland Aircraft since 1915
ویژگی‌های عمومی
- خدمه: ۲ (+۲ بنا بر پیش‌بینی)
- ظرفیت: ۴۰ مسافر (پیش‌بینی شده)
- طول: ۸۹ فوت ۹ اینچ (۲۷٫۳۶ متر) شامل ملخ‌ها
- طول بدنه: ۷۱ فوت ۴ اینچ (۲۲ متر)[۲]
- ارتفاع: ۲۱ فوت ۱ اینچ (۶٫۴۳ متر)
- وزن خالی: ۲۱٬۲۴۵ پوند (۹٬۶۳۷ کیلوگرم)
- وزن ناخالص: ۳۳٬۰۰۰ پوند (۱۴٬۹۶۹ کیلوگرم)
- پیشرانه: ۲ عدد موتور توربوشفت Napier E220 Eland, ۲٬۹۲۰ اسب بخار کوتاه (۲٬۱۸۰ کیلووات)  در هر موتور
- قطر روتور اصلی:  ۷۲ فوت ۰ اینچ (۲۱٫۹۵ متر)
- مساحت روتور اصلی: ۴٬۰۶۹ فوت مربع (۳۷۸٫۰ متر مربع)

عملکرد
- حداکثر سرعت: ۱۵۵ مایل بر ساعت (۲۴۹ کیلومتر بر ساعت، ۱۳۵ گره)
- سرعت کروز: ۱۱۵ مایل بر ساعت (۱۸۵ کیلومتر بر ساعت، ۱۰۰ گره)
- بُرد: ۱۲۰ مایل (۱۹۰ کیلومتر، ۱۰۰ مایل دریایی) تخمین زده شده برای مدل تولید شده

## همچنین ببینید
- سیکورسکی سی‌اچ-۳۷ موجاوه

## یادداشت
1. ↑  James 1991, p.344.
2. ↑  (Green 1961، صص. 281)

## کتابشناسی - فهرست کتب
- Ford, Daniel (July–August 2002). "Breaking the Mould: Westland's Westminster Heavy-lifter". Air Enthusiast. No. 100. pp. 46–49. ISSN 0143-5450.
- Green, William (1961). Observer's book of aircraft. London: Frederick Warne & Co. Ltd.
- James, Derek N. Westland Aircraft since 1915. London: Putnam, 1991, شابک ‎۰−۸۵۱۷۷−۸۴۷-X.